# Bangla Desh (Lied)
Bangla Desh (englisch für „Bangladesch“) ist ein Lied von George Harrison, das dieser im Juli 1971 als Single A-Seite veröffentlichte. Es war die erste bekannte Wohltätigkeitssingle der Popmusik, und ihre Veröffentlichung fand drei Tage vor den von Harrison organisierten Konzerten für Bangladesch im New Yorker Madison Square Garden statt.

## Hintergrund

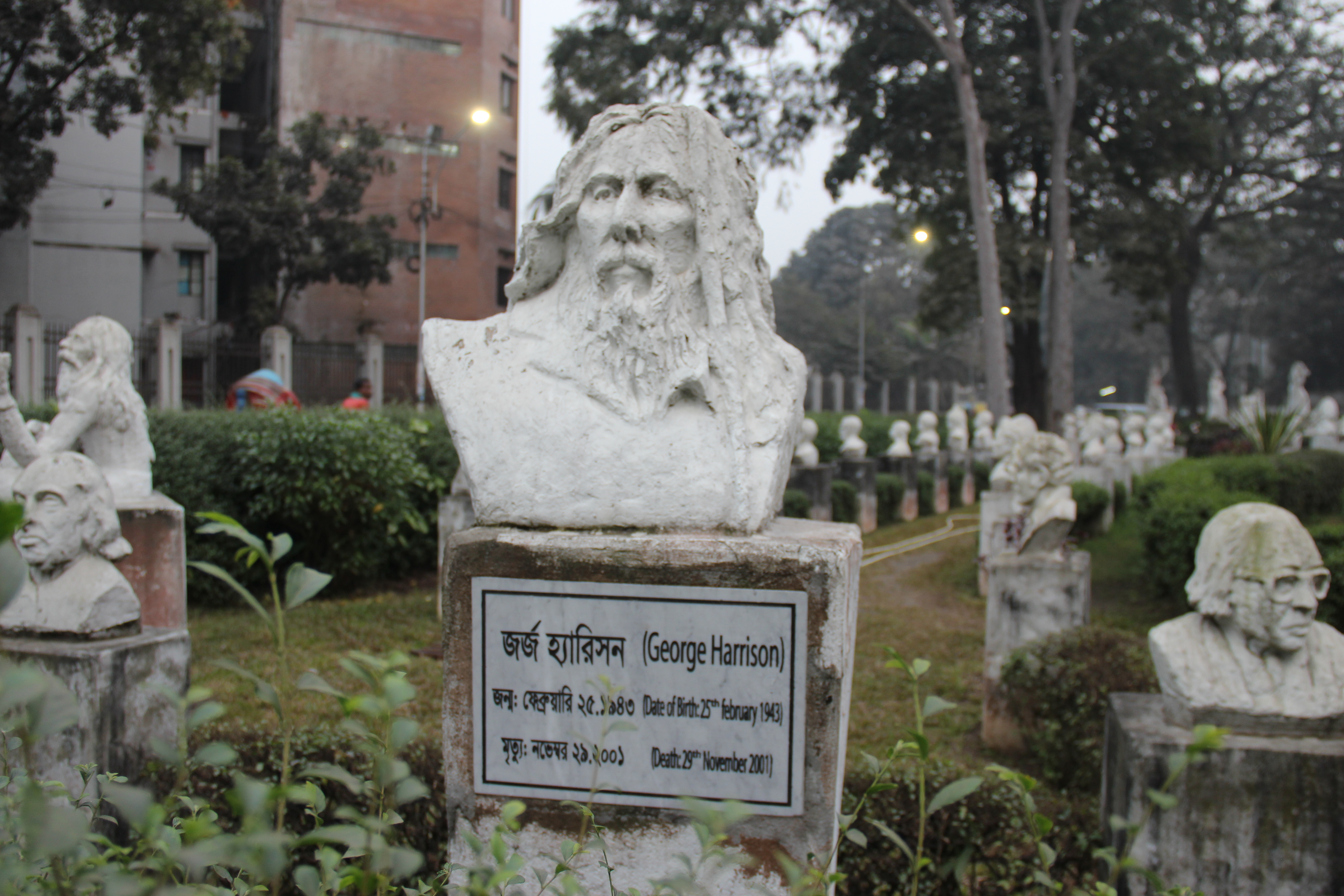
George Harrison Skulptur in Dhaka, Bangladesch

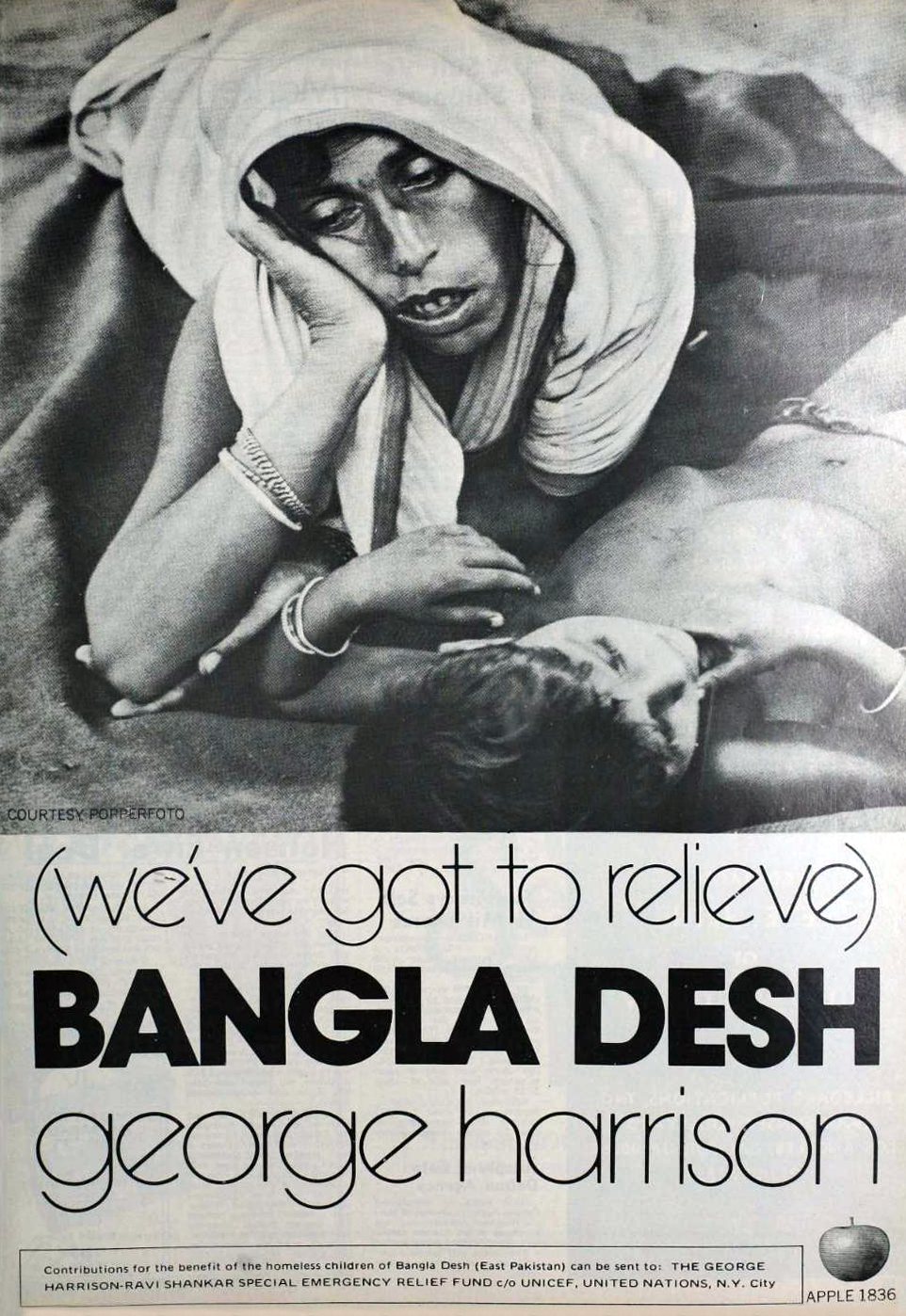
Werbung für die Single Bangla Desh

Nach der Veröffentlichung seines kommerziell sehr erfolgreichen Studioalbums All Things Must Pass im November 1970 arbeitete George Harrison an der Produktion des Albums Raga von Ravi Shankar. Shankar, der im indischen Varanasi geboren wurde, dessen Familie aber aus dem heutigen Upazila Kalia im Distrikt Narail, nahe Jessore in Bangladesch stammte. Shankar berichtete George Harrison über die Not der Bangladesch-Flüchtlinge, deren Anzahl infolge des Bangladesch-Kriegs auf zehn Millionen Menschen angewachsen war. Hinzu kam, dass Bangladesch im Jahr zuvor von einem verheerenden Zyklon heimgesucht wurde, der in vielen Regionen zu extremen Überschwemmungen führte.
George Harrison schrieb in seinem Buch I Me Mine über Bangla Desh: „Es muss 1971 gewesen sein, als ich in Los Angeles war, um das Raga-Soundtrack-Album aufzunehmen. Ravi [Shakar] sprach mit mir und erzählte mir, dass er ein Konzert geben wollte, aber größer als sonst, damit er vielleicht 25.000 Dollar für die Hungernden in Bangla Desh sammeln konnte. Er fragte, ob ich mir eine Möglichkeit vorstellen könnte, zu helfen, z.B. dass ich kommen und es vorstellen oder vielleicht Peter Sellers mitbringen könnte... Jedenfalls etwas, das hilft.
Dann fing er an, mir Ausschnitte aus Zeitschriften und Zeitungen zu geben, Artikel über den Krieg und die Armut, und ich begann zu lernen, worum es ging, und ich dachte: 'Nun, vielleicht sollte ich ihm dabei helfen.' Die Beatles waren zu der Ansicht erzogen worden, dass man, wenn man es schon tun will, es genauso gut groß machen und warum nicht eine Million Dollar verdienen.“
Harrison komponierte das Lied Bangla Desh laut eigener Aussage sehr schnell und nahm daraufhin auf, wobei der gesamte Erlös der Single an den George Harrison-Ravi Shankar Special Emergency Relief Fund ging, der von UNICEF betreut wurde. Die Studiomusiker verzichteten auf ihre Gagen.
Das Lied beginnt mit einer langsamen, erklärenden Einleitung, dessen Idee von Leon Russell stammte: „Mein Freund kam mit Traurigkeit in den Augen zu mir. Sagte mir, dass er Hilfe brauchte, bevor sein Land stirbt...“ Anschließend folgt der rockige Teil, der die Not der Menschen in Bangla Desh beschreibt und die Bitte um Hilfe. Harrison vermied im Text politische Aussagen.
Durch das Airplay im Rundfunk machte Bangla Desh einerseits auf die Not der Menschen aufmerksam, andererseits diente das Lied auch als Werbung für die beiden anstehenden Konzerte. George Harrison spielte Bangla Desh als letzten Song beim Konzert für Bangladesch im New Yorker Madison Square Garden am 1. August 1971.

## Aufnahme
Die Aufnahmen für Bangla Desh fanden am 4. und 5. Juli 1971 in den Record Plant Studios West in Los Angeles statt. Ausführende Produzenten des Liedes waren George Harrison und Phil Spector.
Die Besetzung der Musiker bei dem Lied war aufgrund des Mangels an verfügbarer Studiodokumentation und widersprüchlicher Erinnerungen in den folgenden Jahrzehnten schwer zu ermitteln. Laut Jim Horn haben Ringo Starr und Billy Preston, die in Quellen erwähnt werden, nicht mitgewirkt.
Besetzung:
- George Harrison: Gesang, E-Gitarre
- Klaus Voormann: E-Bass
- Leon Russell: Klavier
- Jim Horn: Saxophon
- Jim Keltner: Schlagzeug
- Billy Preston: Orgel
- Ringo Starr: Schlagzeug

## Veröffentlichung
- Am 28. Juli 1971 in den USA[2] und am 30. Juli 1971 in Großbritannien[3] die Single Bangla Desh / Deep Blue.
- In den Niederlanden wurde Anfang des Jahres 1972 die EP Bangla Desh / What Is Life / My Sweet Lord veröffentlicht.[4]
- Darüber hinaus wurde Bangla Desh auf dem Kompilationsalbum The Best of George Harrison (1976) veröffentlicht.
- Am 19. September 2014 erschien das erneut remasterte Album Living in the Material World, einer der Bonuslieder war das von Paul Hicks neu abgemischte Bangla Desh.

Alternative Versionen
- Bangla Desh war Teil des Programms, das George Harrison auf dem Concert for Bangla Desh spielte. Diese Liveversion erschien erstmals am 20. Dezember 1971 auf dem gleichnamigen Album und hat eine Spielzeit von 4 min 55 s.

## Chartplatzierungen
Bangla Desh avancierte mit Platz zwei in der Schweiz und Platz zehn im Vereinigten Königreich zum Top-10-Erfolg. Darüber hinaus erreichte es je Rang 23 in Deutschland und den Vereinigten Staaten.
| ChartsChartplatzierungen       | Höchstplatzierung | Wochen |
| ------------------------------ | ----------------- | ------ |
| Deutschland (GfK)              | 23 (9 Wo.)        | 9      |
| Schweiz (IFPI)                 | 2 (10 Wo.)        | 10     |
| Vereinigte Staaten (Billboard) | 23 (7 Wo.)        | 7      |
| Vereinigtes Königreich (OCC)   | 10 (9 Wo.)        | 9      |

## Coverversionen
Es gibt über 15 Coverversionen von Bangla Desh, darunter von:
- Mike Morton Congregation
- The Tribes
- The Carnabees